# Fredericksburg FC
Fredericksburg FC, anteriormente conhecido como RVA Football Club, é uma agremiação esportiva da cidade de Fredericksburg, Virgínia. Atualmente disputa a National Premier Soccer League.

## História
O clube foi fundado em Richmond, Virginia com o nome de RVA Football Club, cuja sigla era RVA FC. Com esse nome a equipe conquistou o título da NPSL em 2013, ao derrotar o Sonoma County Sol por 2x0 na decisão. O time participou da Lamar Hunt U.S. Open Cup em 2016 e em 2017.

## Títulos
Campeão Invicto
| NACIONAIS      | NACIONAIS                      | NACIONAIS | NACIONAIS  |
|                | Competição                     | Títulos   | Temporadas |
| -------------- | ------------------------------ | --------- | ---------- |
| Estados Unidos | National Premier Soccer League | 1         | 2013       |